# Вертеч (річка)
Верте́ч — річка в Ріпкинському районі Чернігівської області України, ліва притока Дніпра. 
Довжина річки становить — 23 км. 
Річка починається на західній околиці села Антоновичі Чернігівського району й тече по всьому напрямку на захід. Впадає в рукав Дніпра Крива Річка поблизу села Губичі. 
На всьому протязі тече через ліси. 
У верхів'ї збудовано ставки. 
На річці села Незаможне, Мекшунівка, Грабівка, Рудня, Нова Рудня, Губичі та селище Левичівка.

## Галерея

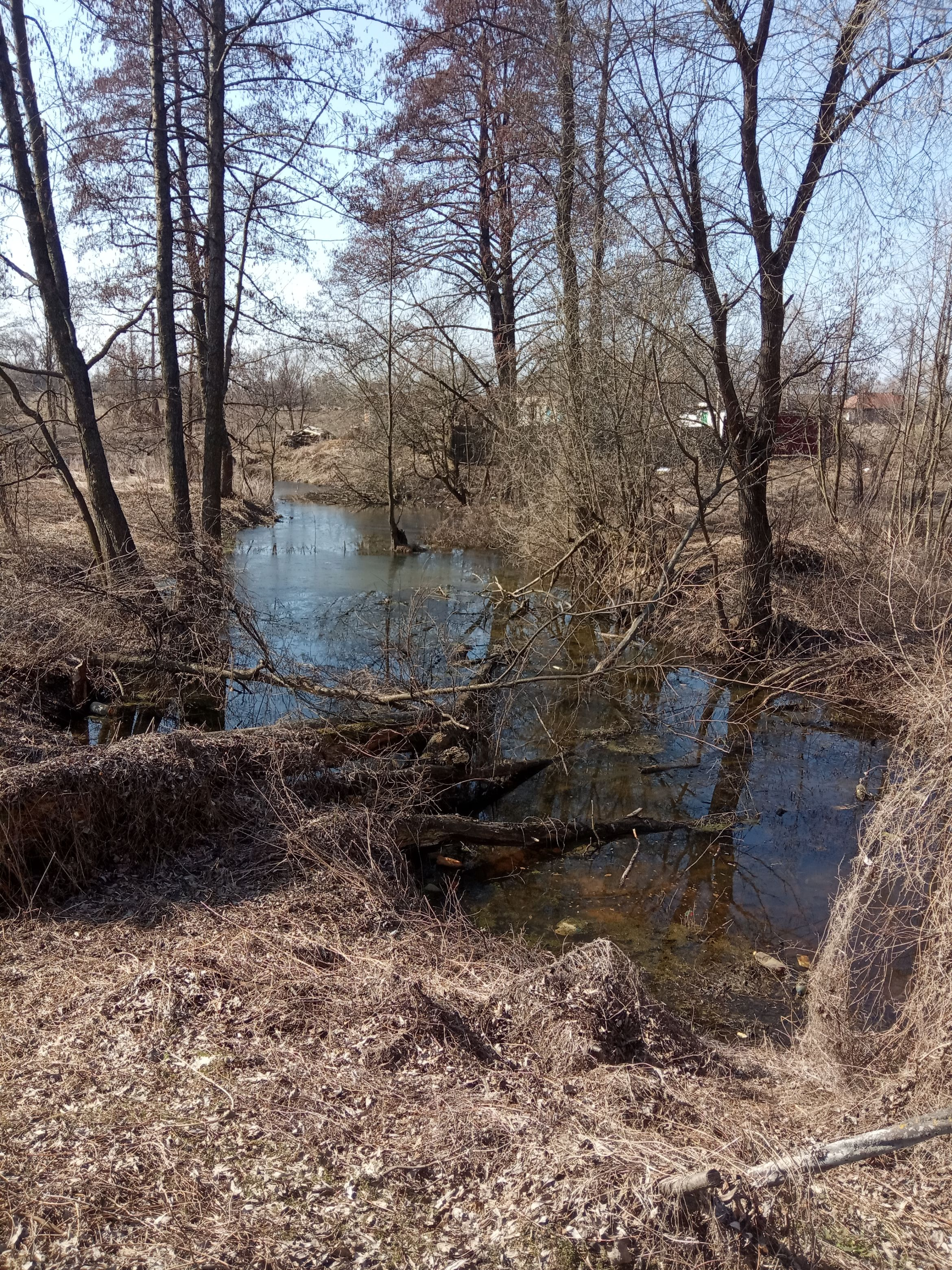
Річка в селі Губичі
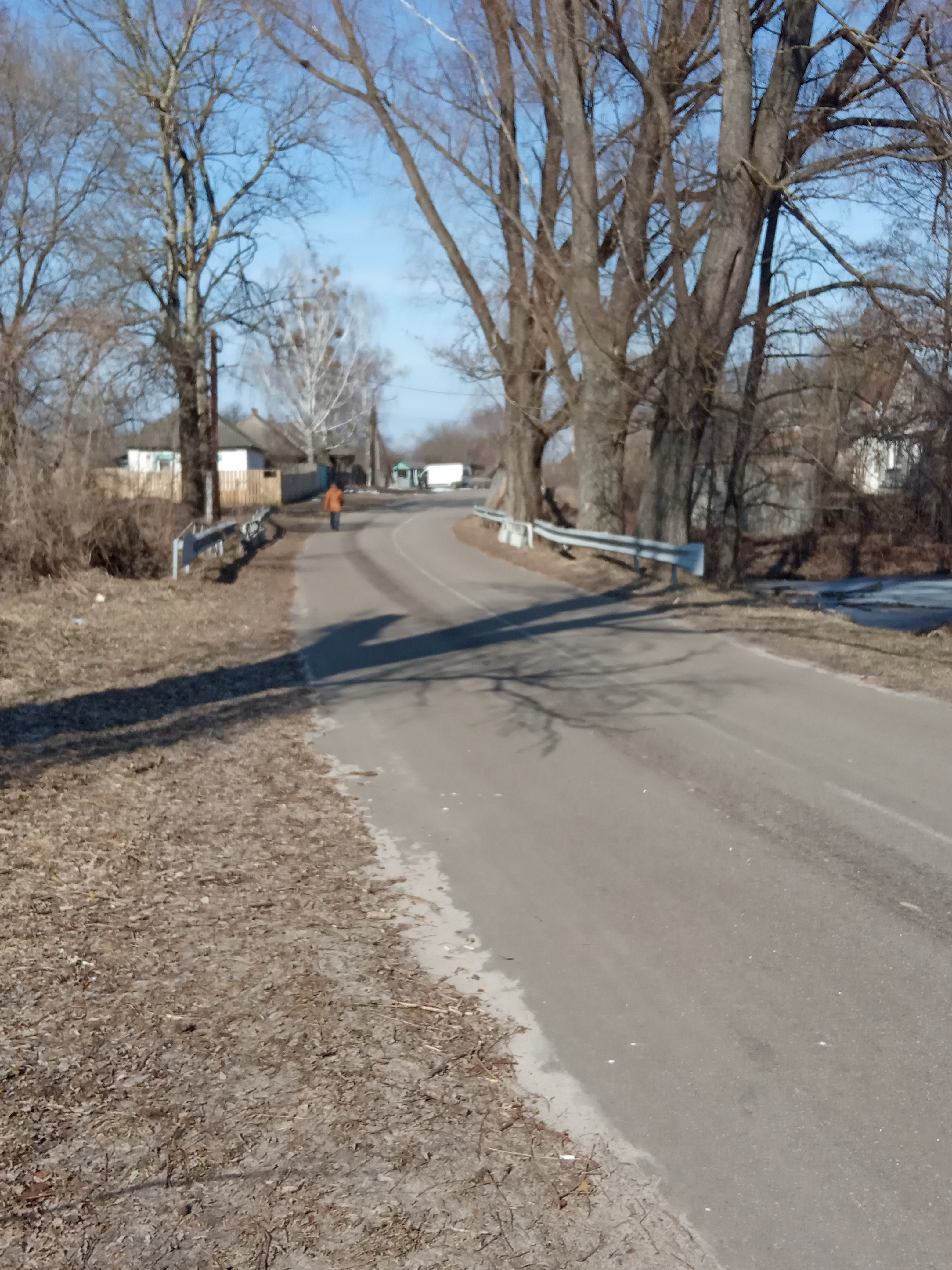
Міст через річку в селі Губичі
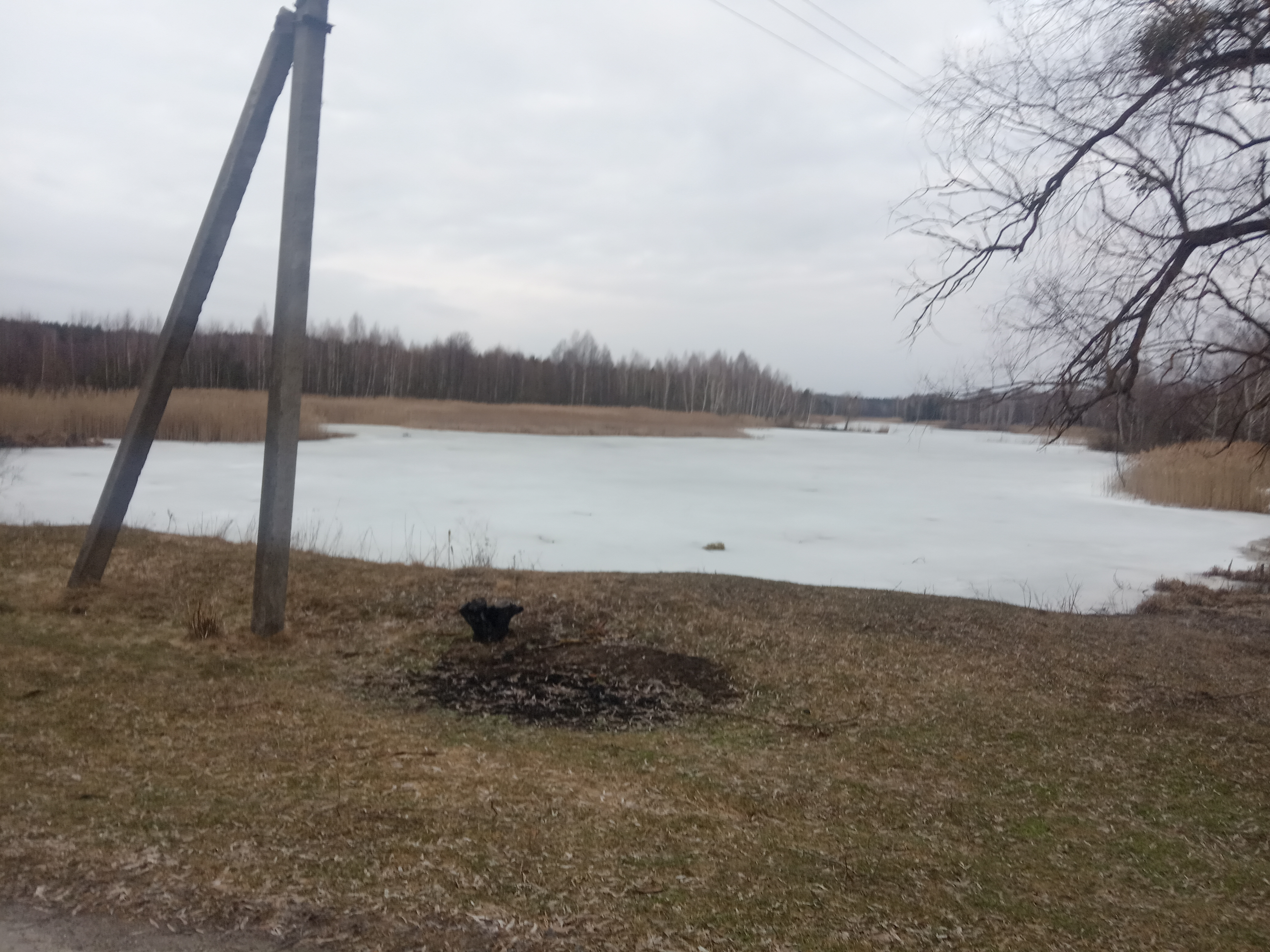
У селі Мекшунівка
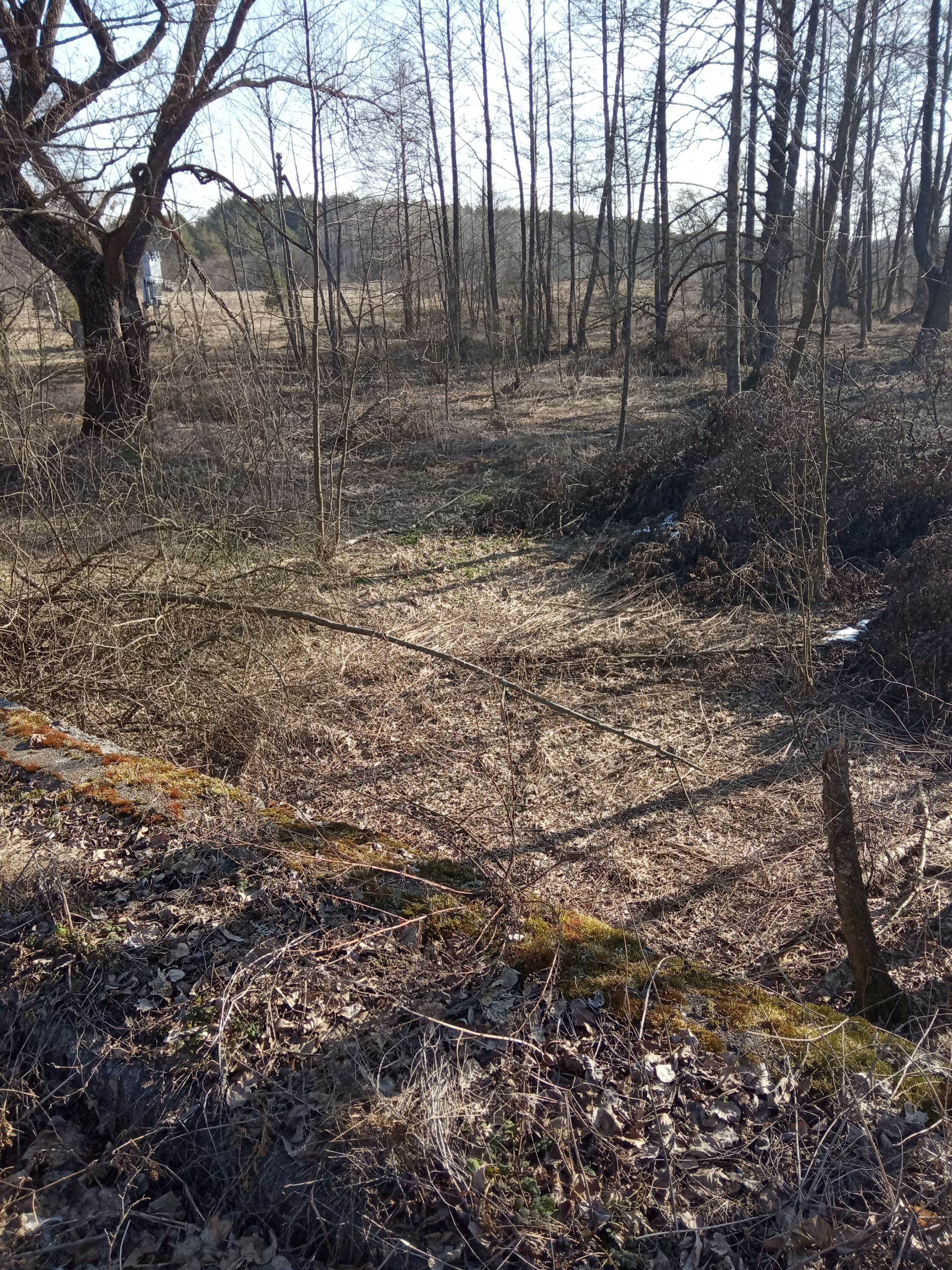
Пересохша річка Вертеч в селі Нова Рудня, 26 березня 2021